# بروسارتسی
بروسارتسی شهری در استان مونتانا کشور بلغارستان است که جمعیت آن در سال ۲۰۰۱ میلادی ۱٬۴۴۴ نفر بوده‌است.